# Anápolis
Anápolis este un oraș în Goiás (GO), Brazilia. 